# Filialkirche Simmerlach

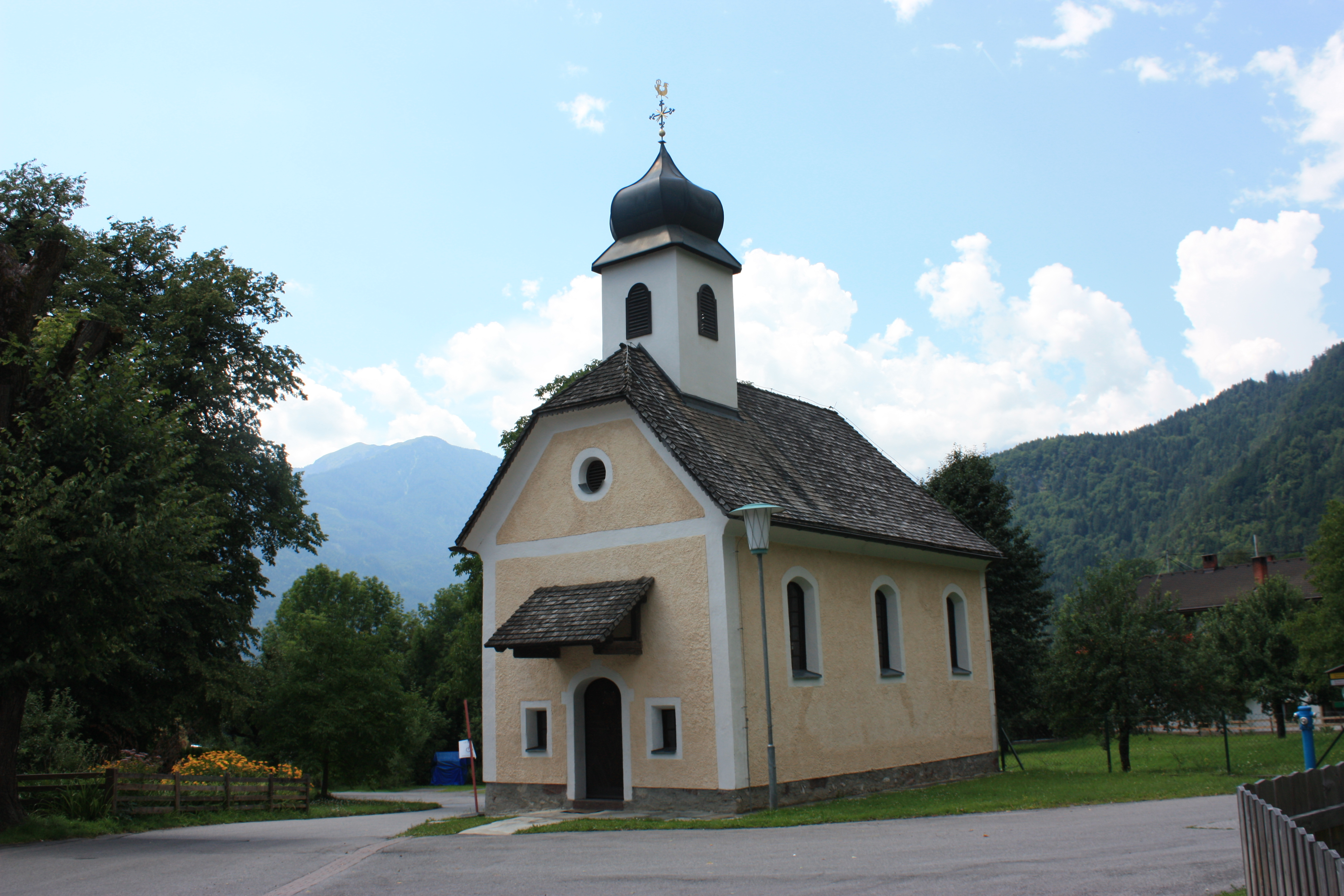

Die römisch-katholische Filialkirche Simmerlach in der Gemeinde Irschen ist der heiligen Anna geweiht. Sie gehört zur Pfarre Irschen. Das Gotteshaus wurde 1804 errichtet und 1815 geweiht. 1945 wurde der Bau bei einem Bombenangriff beschädigt und 1947 wieder instand gesetzt.

## Beschreibung
Die kapellenartige Kirche ist ein einfacher Saalbau mit Fünfachtelschluss. An der Südseite ist eine Sakristei angebaut. Der Dachreiter wird von einem Zwiebelhelm bekrönt. Das Satteldach und das Vordach sind Holzschindel gedeckt. Die Fassade wird durch den Wechsel von rauen, ockerfarbenen Putzflächen und glatten, weißen Putzbändern, die auch die Fenster umrahmen, gegliedert. 
Das Tonnengewölbe mit Stichkappen im Innenraum wurde 1947 mit den als Wetterheiligen verehrten Johannes und Paulus bemalt.
Der aus Gradenegg stammende Altar aus der ersten Hälfte des 18. Jahrhunderts zeigt am Altarblatt nach der Art des Heiligen Wandels Joachim und Anna, die gemeinsam das Marienkind führen. Das Aufsatzbild stellt den Schmerzensmann dar. 
Zur weiteren Ausstattung der Kirche zählen eine Kopie einer barocken Madonna aus dem 20. Jahrhundert und die 1950 von Johann Peter Marx geschaffenen Reliefs der Heiligen Georg und Florian.